# Seiche lémanique
Pour les articles homonymes, voir Seiche.

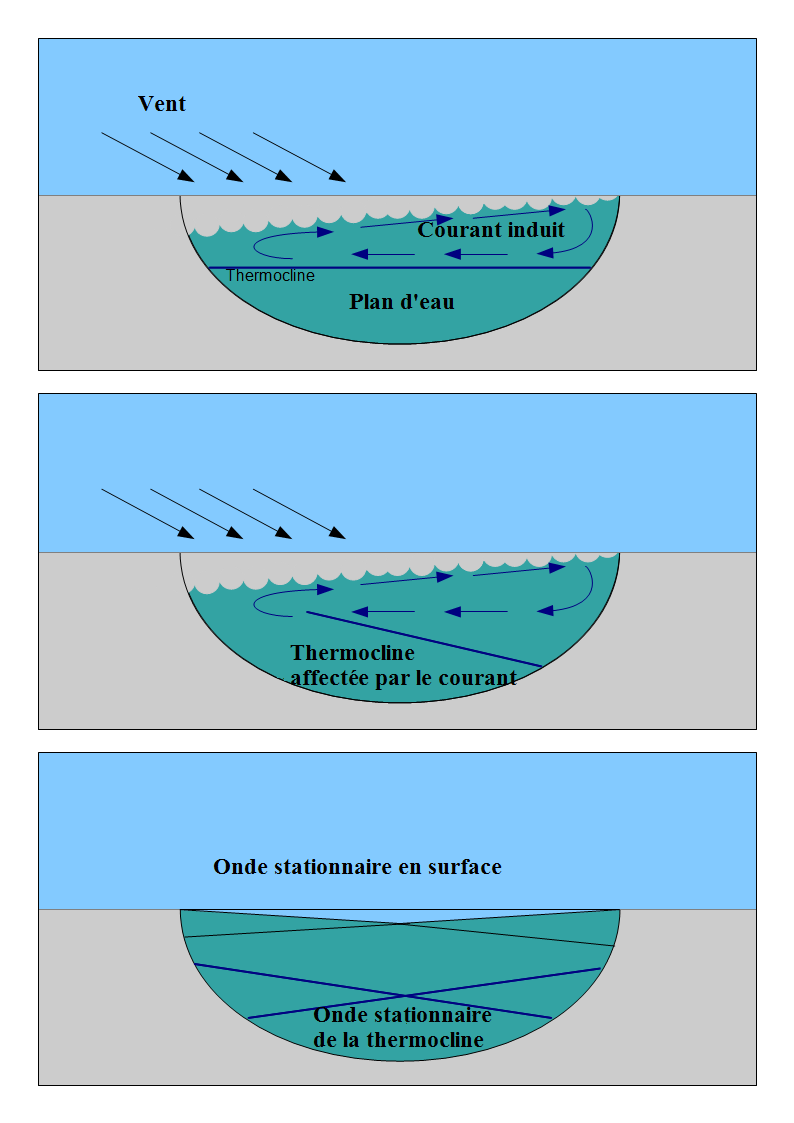
Description de l'initiation d'une seiche.

L'expression seiche lémanique recouvre deux types d'ondes stationnaires dans les lacs. Les unes concernent la surface libre, interface entre l'air et l'eau, les autres impliquent la thermocline, interface entre les eaux superficielles (épilimnion) et les eaux  profondes (hypolimnion).

## Historique
Avant de prendre des significations précises en physique, le mot « seiche » était utilisé dans la région du Léman pour décrire les oscillations visibles du lac. Les premières études sur ce sujet ont été effectuées par François-Alphonse Forel, Édouard Sarasin et Philippe Plantamour.
Des installations permettant de mesurer le niveau du lac ont été réalisées à Vevey par Forel et Sécheron (Parc Mon Repos à Genève) par Plantamour, qui ont permis la mesure des oscillations.
Forel les a divisé en deux systèmes : les seiches longitudinales (oscillant suivant le grand axe), et transversales (oscillant suivant la plus grande largeur, c'est-à-dire de Morges à Évian). Il a ensuite définit trois types principaux de seiches : de premier ordre (uninodales : l'eau s'abaisse d'un côté pendant qu'elle s'abaisse de l'autre), de deuxième ordre (binodales : l'eau s'élève simultanément aux deux extrémités, s'abaissant au milieu du lac, et inversement), et mixtes (dicrotes : superposition des deux premiers types de seiches). 
Forel a aussi proposé une formule permettant de calculer la durée t d'une seiche uninodale, soit le temps compris entre deux sommets de hauteur d'eau, ou durée d'oscillation d'une demi-seiche : {\displaystyle t=l/\surd (gh)}, où l est la longueur de section de lac, h la profondeur moyenne en cette section, et g la pesanteur.

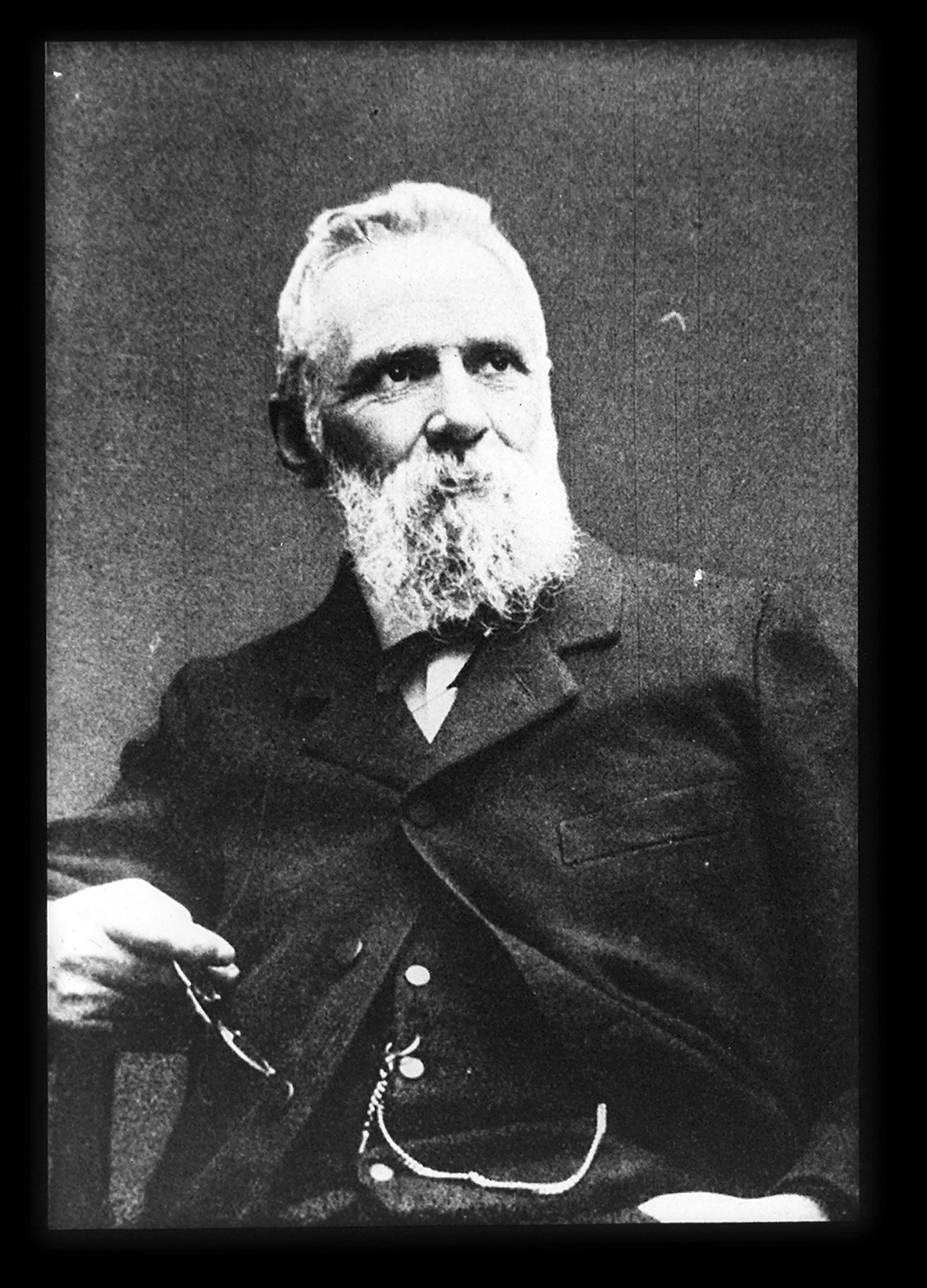
F.-A. Forel
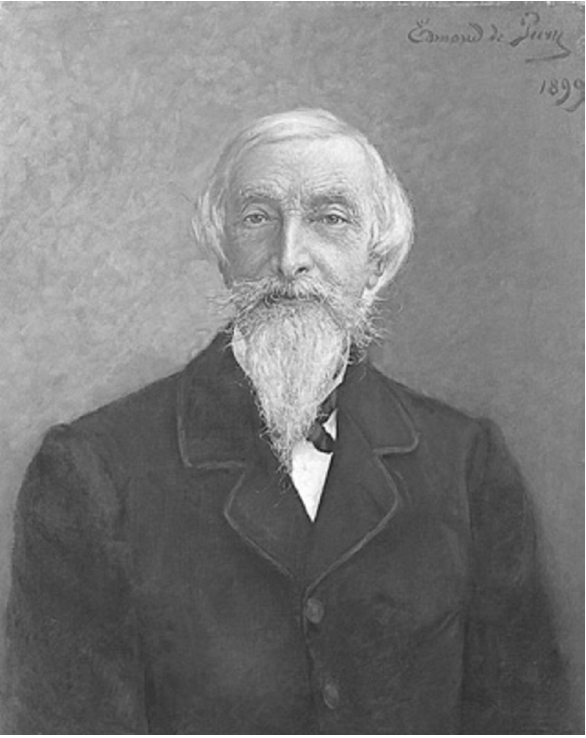
Philippe Plantamour
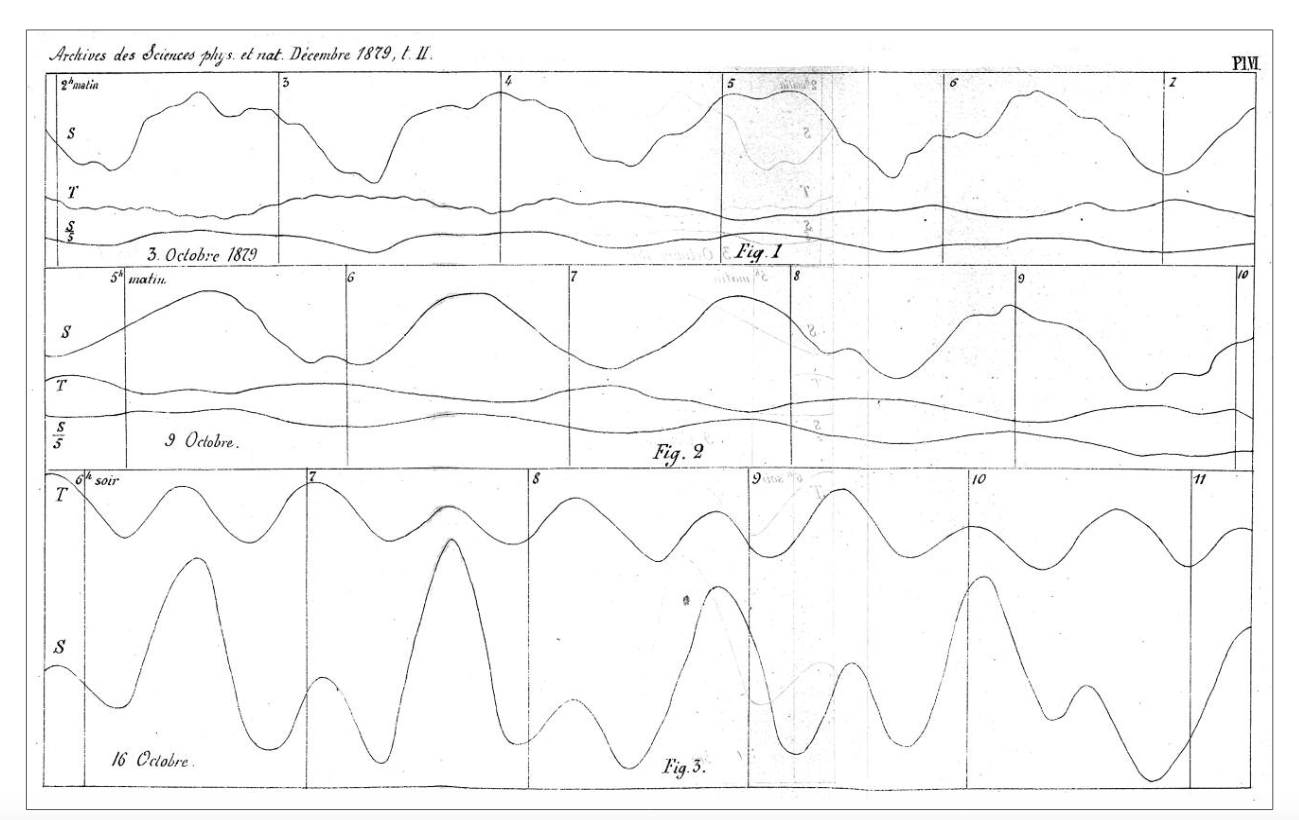
Graphique de 1879
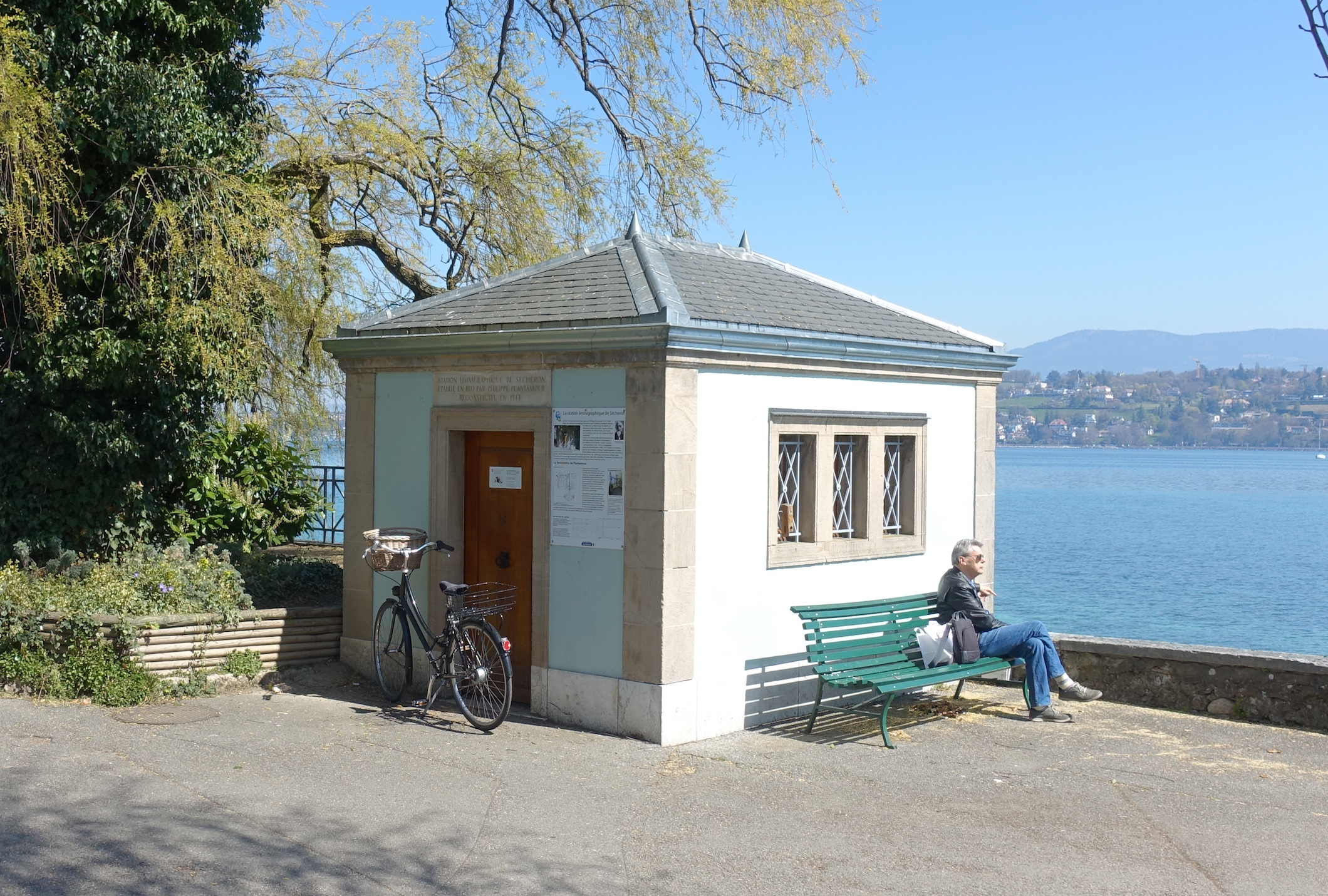
Station de Sécheron

## Seiches de surface
Pour un article plus général, voir Seiche (hydrodynamique).
Les seiches dites de surface parce qu'elles affectent de manière visible la surface libre sont des seiches classiques qui, malgré leur nom, impliquent toute la profondeur. 
Ce phénomène, causé par le vent ou par une dépression, est à l'origine de variations de niveau de ce lac. Les seiches longitudinales ont une hauteur maximale de 30 centimètres avec des périodes de l'ordre de 73 minutes, les seiches transversales étant beaucoup plus courtes.

## Seiches internes
Pendant l'été, le réchauffement de l'eau à la surface du lac crée à une profondeur intermédiaire une thermocline stable, zone de transition thermique rapide entre les eaux superficielles et les eaux  profondes. Le vent soufflant sur la surface entraîne un basculement de cette interface qui se traduit par une onde stationnaire analogue à celles qui sont associées aux seiches de surface.
Comme la différence de densité est plus faible qu'à l'interface air-eau, les ondes créées ont une plus forte amplitude en profondeur. Celle-ci arrive néanmoins à la surface libre considérablement atténuée.
Près des rives du lac Léman, l'amplitude en profondeur peut atteindre 10 m et être associée pendant 5-6 heures à des déplacements d’une vitesse de 35 cm/s au sein de la masse d’eau.

## Sources
- Thèse sur la sédimentation dans le lac Léman.
- (en) Internal seiche mixing study Seiches internes dans plusieurs lacs dont le Léman.